# Alfred Geisel (Politiker)
Alfred Geisel Jr. (* 23. Juni 1931 in Tübingen) ist ein deutscher Politiker (SPD). Er war 16 Jahre lang Vizepräsident des Landtages von Baden-Württemberg.

## Familie, Ausbildung, Beruf und Ehrenamt
Alfred Geisel Jr. ist der Sohn des Reutlinger Schneidermeisters Alfred Geisel sen. Geisel studierte Rechtswissenschaften an der Eberhard-Karls-Universität Tübingen, wo er 1960 zum Doktor der Rechte promoviert wurde, und war nach dem zweiten Staatsexamen als Staatsanwalt beim Landgericht Ellwangen tätig. Von 1996 bis 2008 war er Vorsitzender der Volkshochschule Aalen und von 1996 bis 2005 auch der örtlichen Arbeiterwohlfahrt. Geisels Sohn Thomas Geisel war von 2014 bis 2020 Oberbürgermeister von Düsseldorf. Seine Tochter Sofie trat als Kandidatin der SPD bei der OB-Wahl in Tübingen im Herbst 2022 an.

## Politische Tätigkeit
Geisel trat 1965 in die SPD ein. Er gehörte von 1972 bis 1996 dem baden-württembergischen Landtag an. Er wurde stets über ein Zweitmandat im Landtagswahlkreis Aalen gewählt. Von 1980 bis zu seinem Ausscheiden aus dem Landtag war er dessen Vizepräsident. Von 1993 bis 2003 war er Vorsitzender der Arbeitsgemeinschaft Sozialdemokratischer Seniorinnen und Senioren in Baden-Württemberg. Bis Ende 2001 gehörte Geisel zudem dem Kreistag des Ostalbkreises an.

## Ehrungen und Auszeichnungen
1991 wurde Geisel mit der Verdienstmedaille des Landes Baden-Württemberg ausgezeichnet. Aus Protest gegen die harte Haltung der baden-württembergischen Landesregierung in Sachen Stuttgart 21 gab er die Auszeichnung im Oktober 2010 zurück. Am 1. Oktober 2008 wurde ihm die Große Ehrenplakette der Stadt Aalen in Silber verliehen.